# Ball de bastons d'Esparreguera
El ball de bastons d’Esparreguera és una manifestació de dansa tradicional catalana (ball de bastons) que ha estat documentada a la vila d'Esparreguera (el Montserratí). La trobem documentada des del segle XIX, tot i que la seva pràctica ha patit interrupcions i revifalles al llarg del temps.
La referència documental més antiga del ball de bastons a Esparreguera data de l’abril de 1828, amb motiu de la visita del rei Ferran VII en el seu trajecte cap al monestir de Montserrat. En aquella ocasió s’hi van interpretar dos balls de bastons i un ball de pageses o aldeanes.
Una nova notícia sobre la seva pràctica es remunta al 1870, quan, segons fonts orals, un grup de joves va reprendre aquesta dansa tradicional.

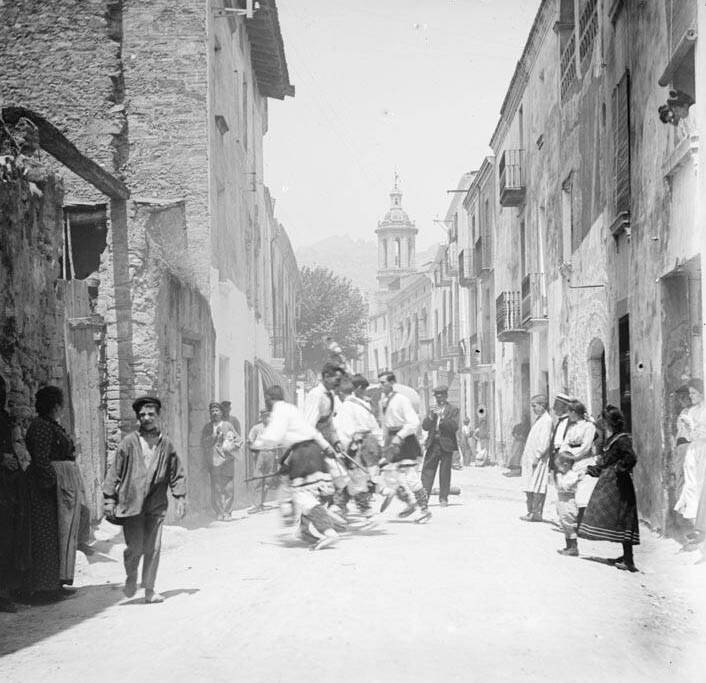
Ball de Bastons d'Esparreguera el 1903

A partir del 1900, hi ha constància documental de la presència del ball de bastons durant la Festa Major d’Esparreguera, amb gratificacions municipals recollides als llibres de comptes de l’Ajuntament. Aquesta colla, activa durant les primeres dècades del segle xx, va participar també en la festivitat del Corpus.
La revista El Montserrat (1906) descriu amb detall l’aspecte festiu dels bastoners, ressaltant-ne l’alegria i el vestuari ricament ornamentat. L’equipació incloïa mitgetes i pantalons blancs, camisa blanca, faldilles vermelloses ataronjades sense obertura lateral (amb diversos models decorats amb borles i passamaneria), mocador de color grana, faixí de seda lila, camalls amb prop de 200 picarols per cama, espardenyes blanques i un mocador vermell estampat amb fulles de parra. El grup dansava amb dos bastons curts (40–50 cm), disposats en rengles i acompanyats pel flabiol. També es documenta la presència d’un banderer, que portava una bandera dedicada a Santa Eulàlia, patrona d’Esparreguera.
Aquest grup va mantenir una activitat irregular fins a la Segona República. L’última actuació coneguda tingué lloc a començaments de la dècada de 1930 al local de Les Canyes, durant un míting electoral de Ramon Franco i Bahamonde.
Durant els anys 1947–1948, el Patronat Parroquial va impulsar un intent de recuperació del ball mitjançant l’Aspirantat d’Acció Catòlica. Tot i així, aquesta versió no mantenia cap continuïtat amb la tradició anterior. El vestuari era completament blanc i les danses que es van interpretar no tenien cap relació amb les formes coreogràfiques històriques del ball de bastons d’Esparreguera.
Cap a l’any 1990, el grup de lleure Esplai La Lluna, vinculat també al Patronat Parroquial, va crear una nova formació bastonera amb infants i joves. Coneguda com a Colla Nova dels Bastoners d’Esparreguera, adoptà coreografies provinents del Garraf i de Vilanova i la Geltrú, especialment balls similars als d’Abrera. El vestuari seguia una base blanca, amb faldilles de dos tons de blau diferenciats segons la posició del ballador. Aquesta colla es va dissoldre a finals de la dècada de 1990.
L’any 2005, un grup de joves provinents de diverses localitats del Montserratí va organitzar una trobada de bastoners a Esparreguera amb motiu de la Festa Major, amb l’objectiu de recuperar la tradició bastonera de la vila. L’actuació es va realitzar sota l’empara de l’Assemblea de Joves Independentistes d’Esparreguera (AJIE).
L’any següent, 2006, la colla ja es presentà de manera oficial sota el nom de Colla Bastonera del Montserratí, i inicià una trajectòria regular, participant en cercaviles, trobades bastoneres i actes festius del municipi i de la comarca. Aquesta etapa és la que suposa la consolidació del ball de bastons a Esparreguera després de diverses dècades d’intermitència.